# Mangrovenkuckuck

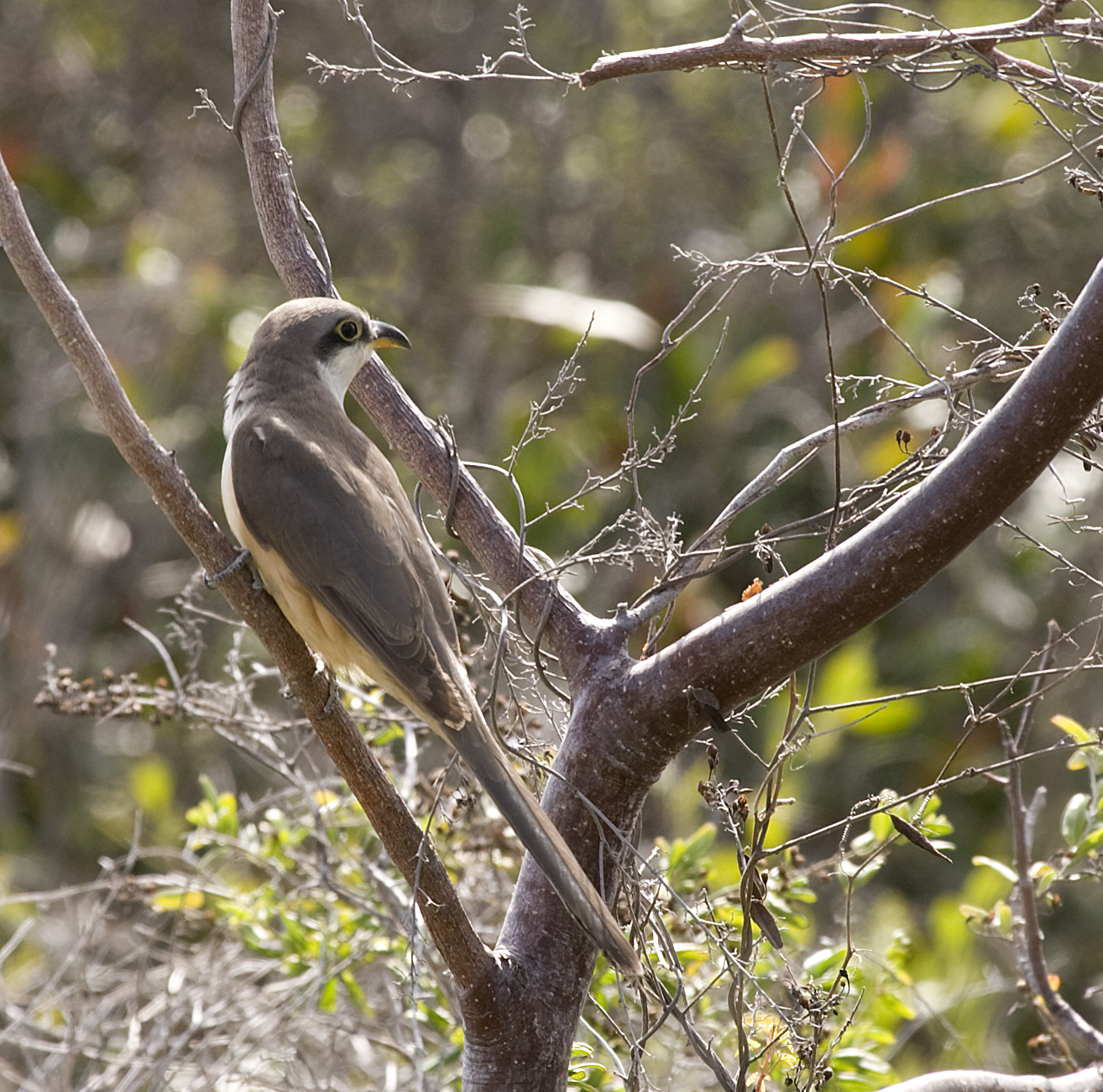
Mangrovenkuckuck auf Kuba

Der Mangrovenkuckuck (Coccyzus minor) ist eine Art aus der Familie der Kuckucksvögel, die ausschließlich in der Neuen Welt vorkommt. Er brütet überwiegend in Mexiko, Zentralamerika und der Karibik und ist ein Standvogel. Zu seinem nördlichsten Verbreitungsgebiet zählt der US-amerikanische Bundesstaat Florida, wo er jedoch ein seltener Vogel ist. Der heimlich lebende Mangrovenkuckuck ist ein mittelgroßer, schlanker und langschwänziger Kuckuck, der sich überwiegend versteckt im Blattwerk aufhält. Zeitweise wurden für den Mangrovenkuckuck bis zu 14 Unterarten anerkannt, heute wird er jedoch als monotypisch eingestuft.
Abweichend von vielen anderen Kuckucken zieht der Mangrovenkuckuck seinen Nachwuchs selbst groß. Anders als bei dem zu derselben Gattung gehörenden Schwarzschnabel- und Gelbschnabelkuckuck wird für den Mangrovenkuckuck auch kein fakultativer Brutparasitismus beschrieben.
Auf Grund seines großen Verbreitungsgebiets und der stabilen Bestandszahlen gilt der Mangrovenkuckuck als nicht gefährdete Art. In Teilen seines Verbreitungsgebietes ist er auf Grund von Lebensraumzerstörungen jedoch selten geworden.

## Merkmale

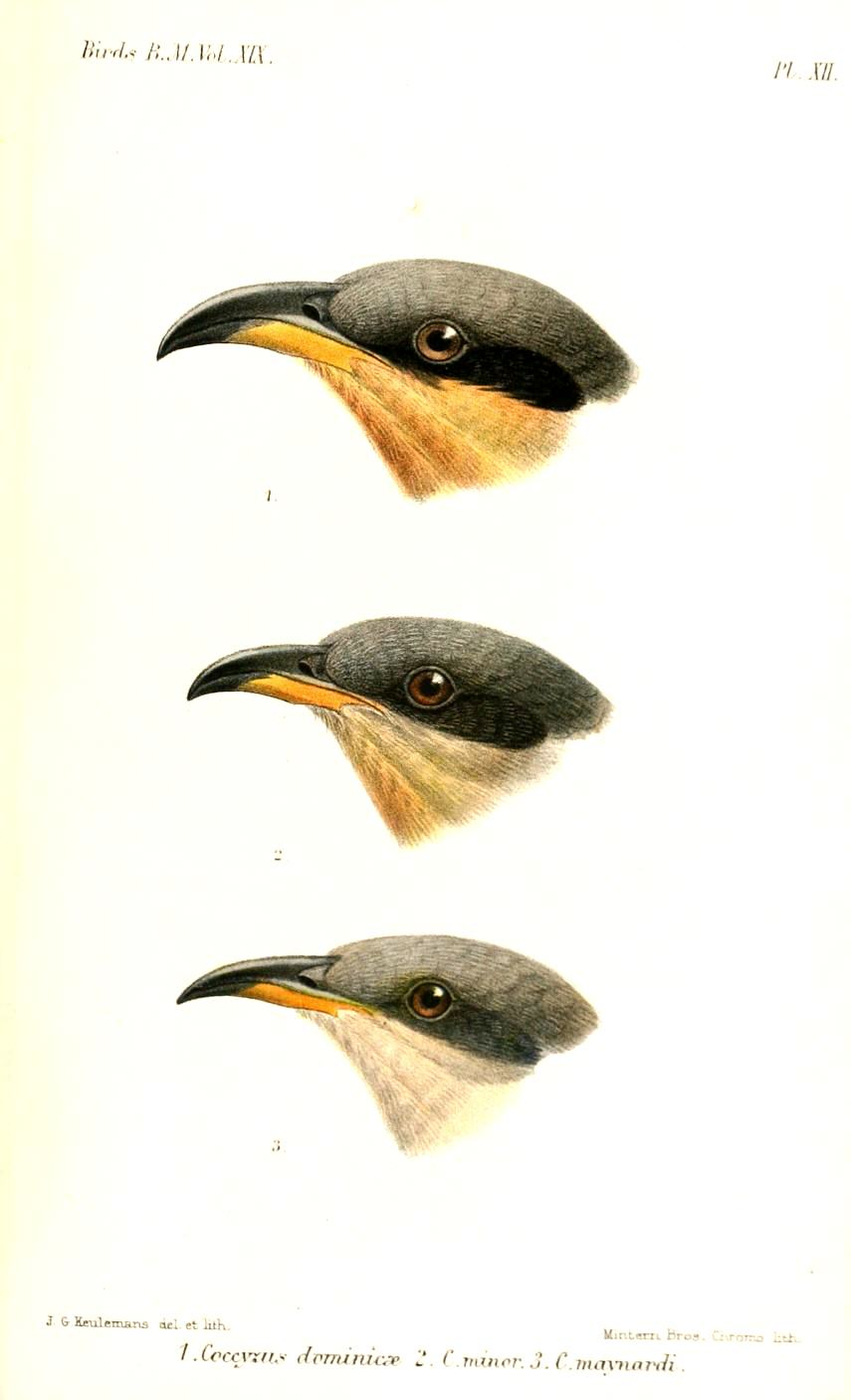
John Gerrard Keulemans: Kopfstudien des Mangrovenkuckucks

Der Mangrovenkuckuck erreicht eine Körperlänge von 28 bis 34 Zentimetern; auf den Schwanz entfallen dabei durchschnittlich rund 16 Zentimeter. Der Schnabel hat eine Länge von 2,9 Zentimetern. Die Männchen wiegen durchschnittlich 64 Gramm, die Weibchen sind mit durchschnittlich 67 Gramm etwas schwerer.
Es gibt keinen ausgeprägten Geschlechtsdimorphismus. Sowohl bei den Männchen als auch den Weibchen sind Stirn und Oberkopf grau. Der Nacken, die Körperoberseite und die Oberseite der Flügel sind graubraun. Auf der Unterseite sind die Flügel weißlich bis gelblichbraun. Ein dunkelgrauer bis schwarzer Streifen rahmt das Auge ein und verläuft bis zu den Ohrdecken, wo er breiter wird. Das Kinn und die Halsseiten sind weiß, die Kehle und die Brust weißlich, die übrige Körperunterseite ist gelblichbraun bis zimtfarben. Bei einigen Individuen ist der bräunliche Ton auf der Unterseite ausgeprägter und kann individuell sogar rötlichbraun sein. Die gestuften Schwanzfedern weisen an ihren Enden auffällige weiße Flecken auf.
Die Iris ist dunkelbraun bis rötlichbraun, der Orbitalring ist gelb, der Schnabel ist leicht gebogen, der Oberschnabel ist schwarz, der Unterschnabel ist gelb bis orangegelb und geht an der Spitze in Schwarz über.
Jungvögel ähneln den adulten Vögeln. Die von dem dunklen Augenstreif gebildete Gesichtsmaske der adulten Vögel ist bei den Jungvögeln blasser und weniger auffällig. Das Kopfgefieder ist bräunlicher, die Körperunterseite heller.
Der Mangrovenkuckuck weist große Ähnlichkeit mit dem Schwarzschnabelkuckuck auf; diesem fehlen aber die weißen Flecken auf den Steuerfedern und der Schnabel ist einfarbig schwarz. Der Gelbschnabelkuckuck hat eine ähnliche Schnabelfärbung und weist auf den gestuften Schwanzfedern ebenfalls weiße Flecken auf, ist jedoch auf der Körperunterseite weiß bis cremeweiß und die dunkle Gesichtsmaske fehlt. Das Körperobergefieder ist bräunlicher, die rötlichbraune Färbung der Schwingen fehlt beim Mangrovenkuckuck. Der vom Gefieder ähnliche Cocoskuckuck kommt nur auf der Kokos-Insel im Pazifischen Ozean vor. Sein Verbreitungsgebiet überlappt sich nicht mit dem des Mangrovenkuckucks.

## Stimme
Während des Winterhalbjahrs ist der Mangrovenkuckuck in der Regel nicht zu hören. Dagegen sind seine Rufe im Zeitraum von April bis August zu vernehmen. Er ruft typischerweise während der Morgendämmerung und bevor Regen einsetzt.
Der typische Ruf ist ein gutturales ahrr-ahrr... , das zwischen 8 und 25 mal wiederholt wird. Er ruft außerdem auch ein langsames und nasal klingendes ga-ga-ga-ga-ga-ga-ga-gau-gau-go.

## Verbreitungsgebiet

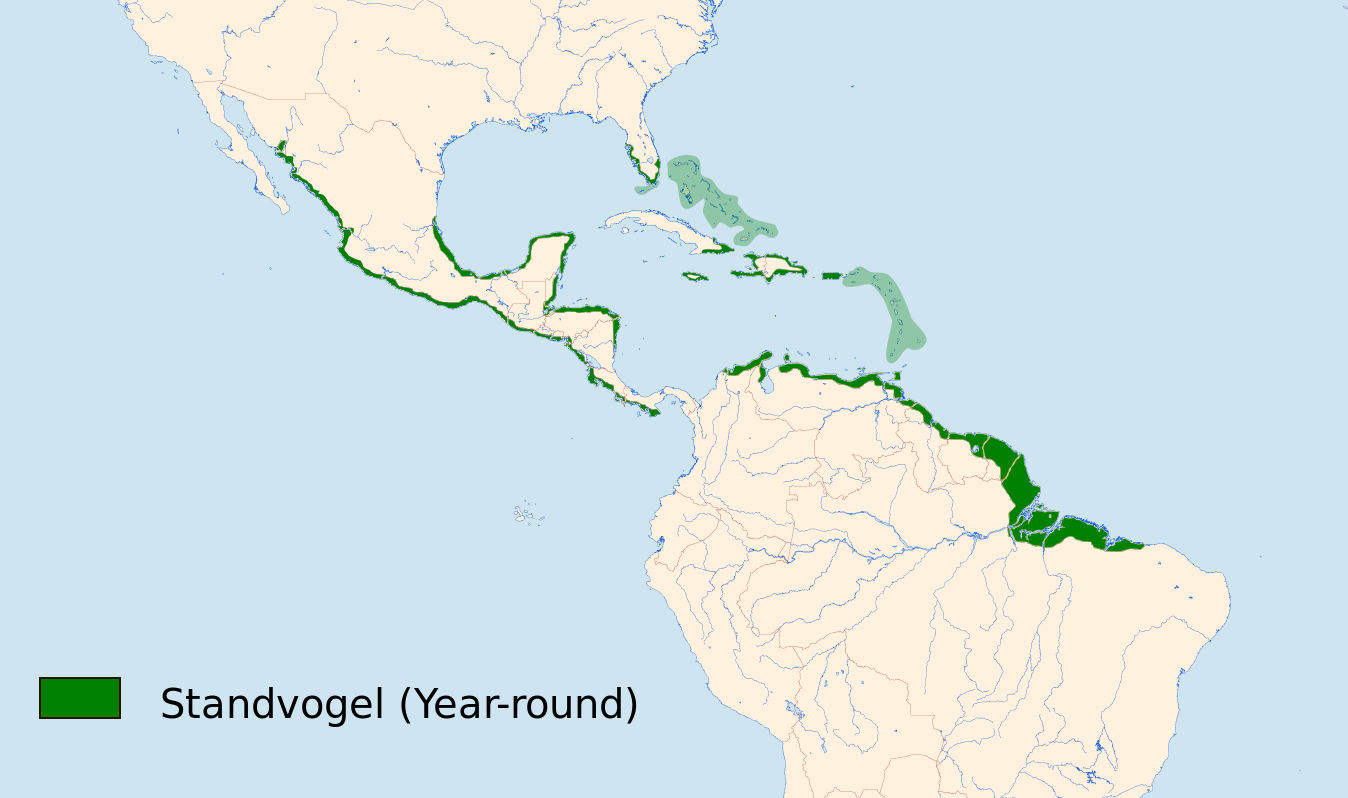
Verbreitungsgebiet des Mangrovenkuckucks

Der Verbreitungsschwerpunkt des Mangrovenkuckucks liegt in Zentralamerika und der Karibik. Er brütet jedoch auch in einem schmalen Küstenstreifen im Süden Floridas sowie auf den Florida Keys. In Mexiko liegt das nördlichste Vorkommen im Bundesstaat Sonora und erstreckt sich in einem schmalen Streifen entlang der Pazifikküste bis nach Panama. An der Atlantikküste erstreckt sich das Verbreitungsgebiet vom Süden Tamaulipas bis in den Osten von Nicaragua. In Costa Rica ist der Mangrovenkuckuck ein vergleichsweise seltener Vogel. Er ist ein Brutvogel auf den meisten der Westindischen Inseln – Brutnachweise gibt es für Jamaika, die Jungferninseln, Puerto Rico, Hispaniola, Isla Beata, Île de la Tortue, Île à Vache, Isla Saona, Mona, Vieques, Barbuda, Antigua, Guadeloupe, La Désirade, Dominica, Martinique, St. Lucia, St. Vincent, Grenada, die Grenadinen, Montserrat und die Bahamas. Außerdem brütet er auf den Caicos-Inseln, auf Grand Turk Island, den Cayman Islands, Islas del Cisne, Providencia und den Corn Islands. Auf Kuba kommt er überwiegend in den östlichen Küstenregionen sowie auf den vorgelagerten Inseln vor. Ferner ist er in den Küstenregionen von Guyana, Suriname und Französisch-Guayana vertreten. Als Irrgast wurde er auch bereits in Texas, im Inland von Florida, im Nordosten von Venezuela sowie in Brasilien beobachtet.

## Lebensraum

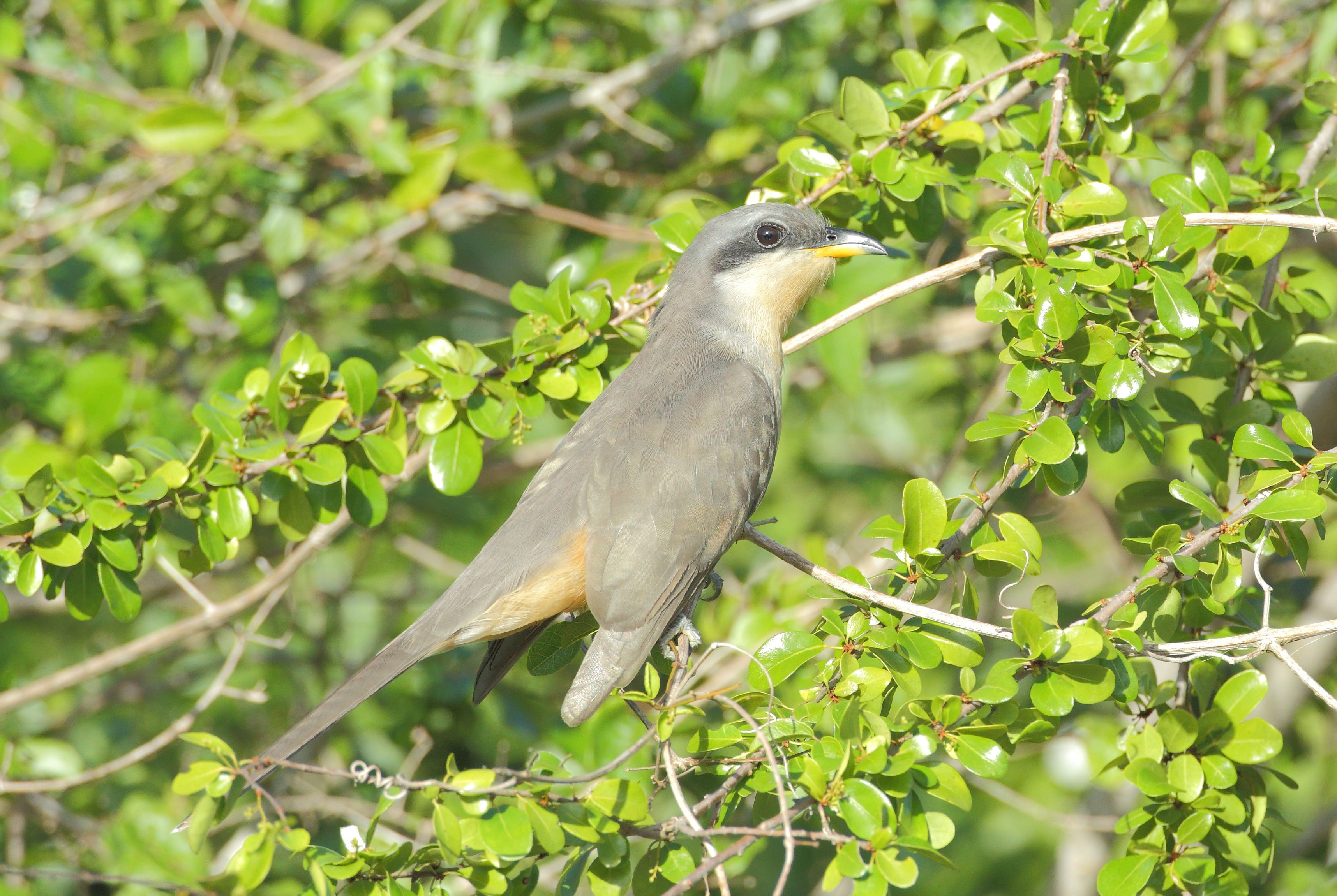
Mangrovenkuckuck, Dominikanische Republik

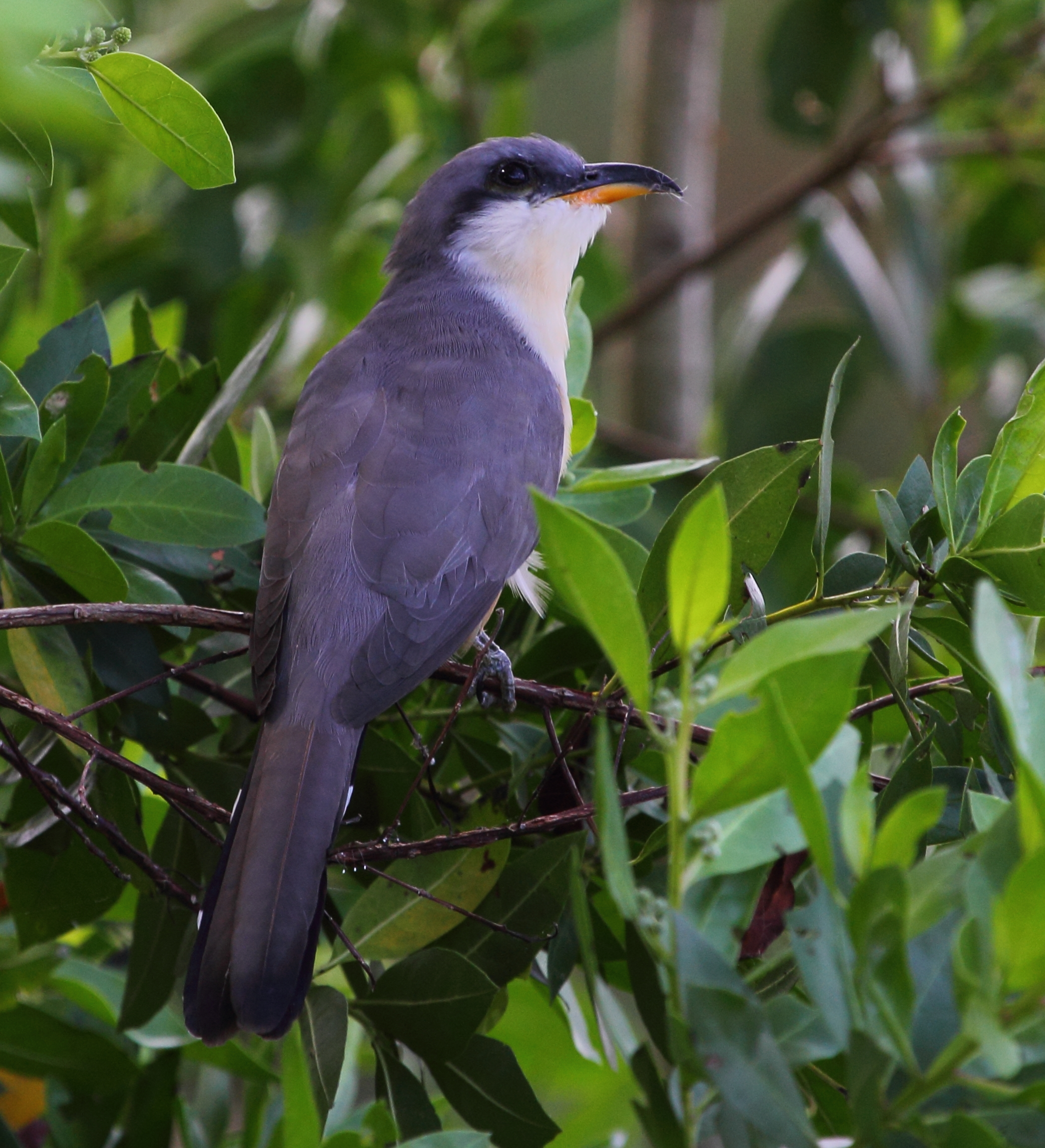
Mangrovenkuckuck

Der Lebensraum des Mangrovenkuckucks sind vorwiegend Mangrovenwälder sowie tropische Hartholzwälder. Auf den Bahamas ist er auch in dichtem Unterholz und in lichten Wäldern anzutreffen. In Mexiko kommt er noch in Höhenlagen von 1200 Metern vor und besiedelt auch Buschland. In Costa Rica und Panama ist er auch in Galeriewäldern, an Waldrändern, und aufverbuschten Waldlichtungen anzutreffen. In diesen beiden Ländern hält er sich eher an Gewässern im Inland als in den Küstenregionen auf. In der Karibik besiedelt er neben Mangroven auch schattige Kaffeeplantagen und trockenes Buschland, in Puerto Rico ist er am häufigsten in Dickichten entlang von kleinen Flussläufen anzutreffen, dagegen besiedelt er auf Hispaniola auch trockenes Buschland, das sogar dicht mit Kakteen bestanden sein kann.

## Nahrung
Zum Nahrungsspektrum gehören sich langsam bewegende, große Insekten, darunter große Heuschrecken, Raupen und Kakerlaken. Er frisst außerdem große Spinnen, Baumfrösche und Eidechsen. Wie für viele Kuckucke typisch verzehrt er auch behaarte Raupen, die von den meisten anderen Vogelarten gemieden werden.
Größere Beutetiere werden gelegentlich gegen Äste geschlagen oder im Schnabel zerkleinert, bevor er sie hinunterschluckt.

## Lebensweise
Der Mangrovenkuckuck ist eine sehr heimlich lebende Vogelart. Er bewegt sich nur langsam durch das Geäst und während der Wintermonate ist auch sein Ruf nicht zu vernehmend. Lediglich während der Morgenstunden ist er gelegentlich auf exponierten Ästen zu beobachten, wo er sich von der Sonne bescheinen lässt.
Während der Nahrungssuche bewegt er sich nur langsam und hält immer wieder inne, um nach sich bewegenden Beutetieren Ausschau zu halten. Die Insekten, die er frisst, pickt er von Ästen und Blättern.

## Fortpflanzung
Das Balzverhalten des Mangrovenkuckucks ist noch nicht ausreichend untersucht. Vereinzelt hat man bereits beobachtet, dass das Männchen dem Weibchen vor der Kopulation Beutetiere anbietet. Ähnliche Balzrituale hat man auch bei den nahe verwandten Gelbschnabel- und Schwarzschnabelkuckucken beobachtet. Es liegen aber genauso Beobachtungen vor, wo es zwischen Paaren von Mangrovenkuckucken zu Paarungen kam, ohne dass das Männchen dem Weibchen zuvor ein Beutetier überreicht hat. Die Paarung findet auf Ästen statt.
In Florida brütet der Mangrovenkuckuck zwischen Mai und Juli, auf Kuba dagegen von März bis Juni und auf Hispaniola zwischen März und Oktober. Das Nest ist eine lockere Plattform aus Zweigen mit einem Durchmesser von 15 bis 25 Zentimeter. Das Nestinnere wird mit ein paar Blättern ausgelegt. Errichtet wird das Nest entweder in einer Astgabel oder auf einem waagerecht verlaufenen Ast. Gewöhnlich befindet sich das Nest zwei bis drei Meter oberhalb des Erdbodens. Am Nestbau sind beide Elternvögel beteiligt.
Das Vollgelege besteht gewöhnlich aus zwei bis drei Eiern. Die Eier sind kräftig blaugrün, die Schale ist glatt und matt. Über die Brutdauer ist bis jetzt nichts bekannt, die Nestlinge werden von beiden Elternvögeln mit Insekten gefüttert.

## Bestand

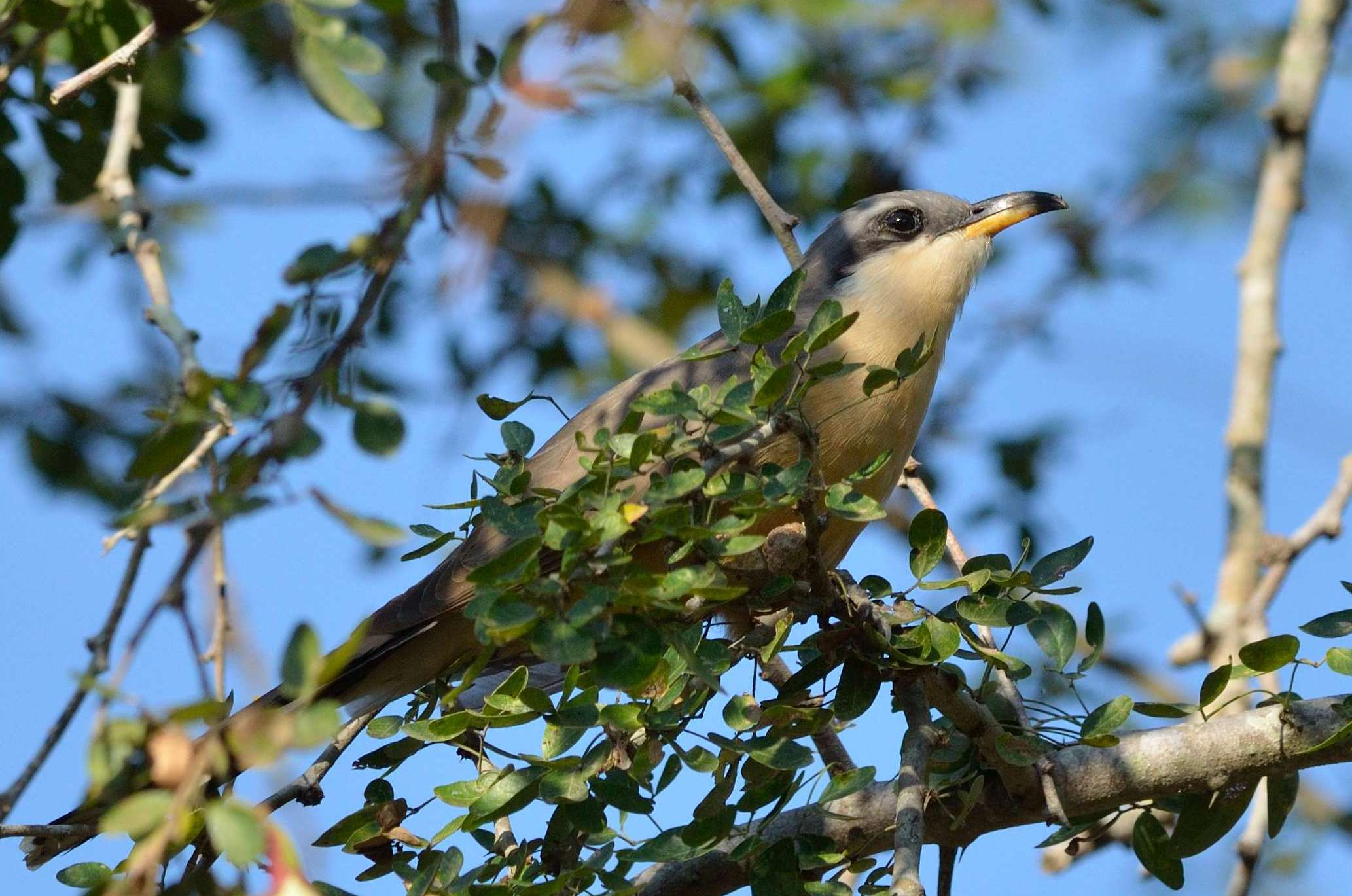
Mangrovenkuckuck, Mexiko

Der Mangrovenkuckuck gilt als nicht bedrohte Vogelart, er ist in seinem Verbreitungsgebiet jedoch ein nicht immer häufiger Vogel.
Der Mangrovenkuckuck ist an der Küste Floridas und auf den Florida Keys ein seltener Vogel. Er ist dort vor allem durch die Zerstörung seines Lebensraumes bedroht. In den Regionen Floridas, in denen es noch größere Bestände von Mangroven sowie tropische Hartholzwälder gibt, kommt er jedoch noch vor. Entsprechend ist der Mangrovenkuckuck beispielsweise im Dagny Johnson Key Largo Hammock Botanical State Park, im Biscayne-Nationalpark sowie in den Everglades anzutreffen. In Mexiko ist der Mangrovenkuckuck dagegen vergleichsweise häufig und gleiches gilt für Jamaika und Hispaniola sowie grundsätzlich für die Westindischen Inseln. Dagegen ist er auf Kuba ein ausgesprochen seltener Vogel.

## Einzelbelege
1. ↑   Alderfer (Hrsg.): Complete Birds of Northamerica. S. 316.
2. ↑   BirdLife International über den Mangrovenkuckuck, aufgerufen am 7. August 2016
3. 1 2 3 4 5   Erhitzøe, Mann, Brammer, Fuller: Cuckoos of the World. S. 298.
4. ↑   Erhitzøe, Mann, Brammer, Fuller: Cuckoos of the World. S. 302.
5. ↑   Erhitzøe, Mann, Brammer, Fuller: Cuckoos of the World. S. 290.
6. 1 2 3 4 5   Erhitzøe, Mann, Brammer, Fuller: Cuckoos of the World. S. 299.